# Канел
Канел ([ˈkɑnːel]) е вид естонска цитра, една от семейството на Балтийските псалтерии, което включва финландското канеле, руската гусла, латвийското коклес и литовския канклес. Естонският канел има няколко традиционни настройки на струните. В Естония изучаването на канел печели популярност в края на XX и началото на XXI век след години на спад. 

## История
Канелът става рядкост през ранния XX век, въпреки че продължава да бъде познат сред части от естонската диаспора, докато културни промени по време на съветската власт над естонските земи насърчават развитието и свиренето на по-големи хроматични канели. Междувременно, влияние от традиционни финландски музиканти, свирещи на кантеле, подпомагат разпространението на традиционните по-малки канели. 

## Социална роля
Канелът е национален символ на Естония; публикацията на Якоб Хурт от 1875/76 г. на тема естонски фолклорни песни носи заглавието Vana Kannel („Старият канел“).  Според легенда естонският бог на пеенето Ванемуйне свири на канел, а естонският национален епос Калевипоег (от 1850-те) започва с думите Laena mulle kannelt, Vanemuine! („Ванемуйне, заеми ми канела си“). 

## Известни музиканти
- Игор Тонурист
- Тууле Кан
- Мари Калкун
- Сандер Кару (Официален уебсайт)
- Кристи Мюхлинг